# Www.betreuteLoecher.de
www.betreuteLoecher.de ist ein ironischer Kurzfilm von Helmut Schulzeck, der von einer Lochforscherin erzählt, die ihre Leidenschaft an „zu betreuende Löcher“ verloren hat. Drei Beispiele ihrer Lochfunde in Kiel, Berlin und im Nordsee-Watt werden von ihr in dieser vorgeblichen Dokumentation vorgestellt.
Es handelt sich um eines der wenigen bekannten Mockumentaries aus dem deutschsprachigen Raum.

## Lesarten
- Der Film lässt sich als Satire auf den Wissenschaftsbetrieb interpretieren (was die Preisjury von Cinarchea 2004 auch getan hat: „Man kann unseren ersten Preisträger wohl am besten als empirisches Kleinstkunst-Feuerwerk an Ironie und Wissenschaftspersiflage verstehen.“; aus der Begründung zur Verleihung des Preises für den besten archäologischen Kurzfilm): Die Protagonistin geht scheinbar streng wissenschaftlich, wenn auch aus persönlichen Beweggründen, an ihre Untersuchungsobjekte, die zu „betreuenden Löcher“, heran. Dabei verwendet sie ein pseudowissenschaftliches Vokabular und erläutert per Definitionen ihr „Forschungsgebiet“. Doch damit nicht genug: Sie formuliert auch Forderungen an die Öffentlichkeit.
- Die Zuschauer können trotz der Absurdität des Gezeigten dazu verleitet werden, dieses Fake bzw. Mockumentary für eine glaubwürdige, kommentarlose und deshalb kritisch zu beurteilende Dokumentation über eine psychisch Kranke zu halten, die sich in ihrem pseudo-wissenschaftlichen Wahn verliert und diesen bis zur letzten Konsequenz öffentlich auslebt. Durch die scheinbar dokumentarische Darstellung der Lochforscherin versucht der Film eine Balance zu halten zwischen Komik des Behaupteten und Erschrecken über die (scheinbare) Bloßstellung einer psychopathologisch Verwirrten.

## Kritik
- "Löcher sind ein Nichts, so handelt auch dieser Film vom Nichts, das mit vielen dadaesken Worten be- und umschrieben wird und so mitten im abgedrehten Scherz, im Dazwischen des Unentschiedenen zwischen „real“ und „virtuell“, zwischen Doku und Fake (somit treffend gewählt auch der Titel) eine kleine Philosophie des (Nicht-) Seins entwirft. „Ein Blödsinn, der wahr sein könnte“, meint Schulzeck. Oder vielleicht sogar „wahr“ ist?" (aus einer Besprechung des Films von Jörg Meyer in www.infomedia-sh.de/aktuell, Oktober 2003)

- "Wer eine Mockumentary nicht kennt, der kann kaum über das lachen, was da vor der Kamera passiert. Denn die scheinbar geisteskranke Frau meint zu glauben, Löcher erforschen zu müssen. Es raunt ein verschämtes Kichern durch die Reihen, gemischt von Betretenheit und vielen Fragezeichen im Gesicht. Ändern tut sich das erst bei „Löcher im Kopf“ (die Neuauflage 2014), denn nun darf der inzwischen von Schulzeck aufgeklärte Zuschauer herzhaft aus der Brust lachen, wenn gestandene Philosophie-Doktoren ein ernsthaftes, wissenschaftliches Gespräch mit der jungen Lochforscherin führen wollen. Nirgendwo zeigt sich besser diese herrliche Selbstironie, für die Helmut Schulzeck bekannt ist." (aus einer Besprechung von filmszene-sh.de)

## Zitate
- „Wir Menschen sind vielleicht stammesgeschichtlich an einem Punkt … ja, wo Löcher produziert werden. Und es ist sinnlos, sich darüber aufzuregen. Viel mehr ist es sinnvoll, sich damit zu beschäftigen. Für mich ist es das Schlimmste, wenn ein Loch sich nicht weiterentwickelt.“[1]

## Festivalteilnahmen (Auswahl)
- Nordische Filmtage Lübeck 2002 (Filmforum Schleswig-Holstein)
- 7. Filmfest Schleswig-Holstein Augenweide 2003 in Kiel
- Dokfilmwerkstatt – Drehort Ost-West-Deutschland Wismar (3.–7. September 2003)
- Camtaten, Festival und Archiv, Linz 2003
- 6. Internationales Archäologie-Film-Kunst-Festival Cinarchea, Kiel, April 2004 (Preis für den besten archäologischen Kurzfilm)
- 11. OpenEyes Kurzfilmfestival Marburg & Amöneburg (15.–18. Juli 2004)
- 28. Open Air Filmfest Weiterstadt (12.–16. August 2004)